# Еліас Фернандес
Еліас Фернандес-і-Альбано (ісп. Elías Fernández y Albano; 1845, Сантьяго — 6 вересня 1910, Сантьяго) — чилійський політик, який виконував обов'язки президента Чилі з 6 серпня 1910 до своєї смерті.

## Біографія
Народився в Саньяго, син Хуана де Діос Фернандеса і Гана і Марії дель Пілар Альбано Мартінес де Вергара. Навчався в Інституті Насьональ (ісп. Instituto Nacional) і випустився як адвокат з Чилійського університету. Він був прийнятий в суд 18 травня 1869 року. 16 серпня 1871 одружився з Мерседес Бараньао Очогавія.
Він був обраний главою Лонтуе (ісп. Lontué) в 1885 році і переобраний в 1891 році. У 1894 році він був обраний в Талка, округ Курепто і Лонтуе. Фернандес був двічі міністром громадських робіт при президенті Хорхе Монтте (1894—1896); міністр оборони (1896—1897), міністр фінансів (1897) і міністр внутрішніх справ (1899—1900) при Федеріко Еррасуріс Ечауррене, і знову міністром внутрішніх справ в уряді Хермана Рієско (1902—1903).
У 1910 року тяжко хворий президент Педро Монтт взяв відпустку і відправився на лікування до Німеччини, що виявилося неуспішною витівкою, і Фернандес, будучи міністром внутрішніх справ, заміщав президента за відсутності Монтта і став виконуючим обов'язки президента після смерті Монтта 16 серпня 1910 року. Фернандес підхопив застуду під час похоронної процесії Педро Монтта, яка розвинулася в пневмонію, що призвело до серцевої недостатності і смерті 6 вересня 1910 року в Сантьяго, після тільки трьох тижнів на посаді.